# 해리스 워포드
해리스 르웰린 워포드 주니어(Harris Llewellyn Wofford Jr., 1926년 4월 9일 ~ 2019년 1월 21일)는 미국의 정치인이다.

## 학력
- 시카고 대학교 인문사회 학사
- 예일 대학교 법학학사

## 경력
- 1966 ~ 1970 제1대 뉴욕주립대학교 올드웨스트버리 총장
- 1970 ~ 1978 제5대 브린마 칼리지 총장
- 1986.06 ~ 1986.12 펜실베이니아 민주당 의장
- 1987.03 ~ 1991.05 제27대 펜실베니아 노동산업부 장관
- 1991.05 ~ 1995.01 제102·103대 미국 펜실베이니아 연방상원의원
- 1995 ~ 2001 제2대 국가 및 지역사회봉사단 단장

## 역대 선거 결과
| 선거명        | 직책명                        | 대수  | 정당   | 득표율 | 득표수      | 결과 | 당락                         |
| ------------- | ----------------------------- | ----- | ------ | ------ | ----------- | ---- | ---------------------------- |
| 1991년 재선거 | 상원의원 (펜실베이니아 제1부) | 102대 | 민주당 | 55.01% | 1,860,760표 | 1위  | 펜실베이니아주 상원의원 당선 |
| 1994년 선거   | 상원의원 (펜실베이니아 제1부) | 104대 | 민주당 | 46.92% | 1,648,481표 | 2위  | 낙선                         |